# Lhasa (アルバム)
『Lhasa』（ラサ）は、La'cryma Christiのメジャー2枚目のスタジオ・アルバム。

## 制作
前半5曲は「yours」と題し、シングル曲「未来航路」「With-you」「Lhasa」を含めた聴きやすい明るくポップな曲をまとめ、後半5曲は「ours」と題し、前半とは一転してマニアックな曲をまとめてある。
「yours」「ours」の曲順はどちらも「出会い〜別れ」となっており、TAKAは「意識しました」と語っている。オリコンチャート8位。TAKAは、曲順を決める会議に参加していない。SHUSEは「Zambaraを1曲目にしたかった」と語っている。「Lhasa」のアイデアはSHUSEによるもの。

## ディスクジャケット
ジャケットのデザインになっている土偶は「遮光器式土偶」と呼ばれるもの。宇宙服を着用して古代の日本にやって来た宇宙人の姿を模ったものであるという説から、素焼きでなく最先端セラミックのような素材感を出し、過去と未来を繋ぐモチーフとして採用された。
TAKAいわく、ジャケットのデザインを決めるためにデザイナーズルームに行ったところ、足下にチワワがいた。そのチワワの顔が土偶に似ていたため、「土偶」というアイデアが浮かんだと言う。

## 収録曲
| 全作詞: TAKA（#4、作詞: LEVIN）、全編曲: La'cryma Christi、岡野ハジメ。 |                         |                           |       |      |
| #                                                                       | タイトル                | 作詞                      | 作曲  | 時間 |
| 1.                                                                      | 「未来航路 *Album Mix」 | TAKA （#4、作詞: LEVIN ） | KOJI  | 4:43 |
| 2.                                                                      | 「月の瞼」              | TAKA （#4、作詞: LEVIN ） | SHUSE | 3:45 |
| 3.                                                                      | 「With-you *Album Mix」 | TAKA （#4、作詞: LEVIN ） | TAKA  | 5:14 |
| 4.                                                                      | 「SHY」                 | TAKA （#4、作詞: LEVIN ） | SHUSE | 4:12 |
| 5.                                                                      | 「Lhasa」               | TAKA （#4、作詞: LEVIN ） | HIRO  | 5:43 |
| 6.                                                                      | 「Green」               | TAKA （#4、作詞: LEVIN ） | SHUSE | 4:10 |
| 7.                                                                      | 「PSYCHO STALKER」      | TAKA （#4、作詞: LEVIN ） | SHUSE | 3:40 |
| 8.                                                                      | 「Frozen Spring」       | TAKA （#4、作詞: LEVIN ） | SHUSE | 5:54 |
| 9.                                                                      | 「鳥になる日」          | TAKA （#4、作詞: LEVIN ） | HIRO  | 5:20 |
| 10.                                                                     | 「Zambara」             | TAKA （#4、作詞: LEVIN ） | HIRO  | 7:18 |
| 合計時間:                                                               | 合計時間:               | 合計時間:                 | 49:59 |      |

### 解説
「未来航路 *Album Mix」
5th single アルバムバージョン。
ドラムは打ち込み。
「月の瞼」
歌詞の「YOKOHAMA」は、ライブ会場によって「幕張」や「渋谷」などに変更される。
「With-you *Album Mix」
4th single アルバムバージョン。
「SHY」
LEVINが初作詞・曲名を決めている。
「Lhasa」
6th single c/w。
アンプラグドとライブを合わせると3パターンほど存在する。
当初とは歌詞が大幅に変更された。
「Green」
緑色はSHUSEのラッキーカラーである。
歌詞は、TAKAが実際に喫茶店で聞いたカップルの会話。
「PSYCHO STALKER」
TAKAの声が割れているのは、酒を飲んで唄ったため。
歌詞はTAKAの実体験が基になっている。
「鳥になる日」
ライブでは、TAKAが背後にオーケストラを従え歌唱した事がある。
「Zambara」
TAKAが最も高い声を出した曲。
リハーサルは裏声で合わせていたが、本番は地声で収録出来たという。曲の最後に微かに聞こえる笑い声は、TAKAの声。